# Armand Zildjian
Armand Zildjian (1921 - 26 décembre 2002) était un constructeur de cymbales à la tête de the Avedis Zildjian Company. 
Né à Quincy, dans le Massachusetts, Armand Zildjian était un pionnier en matière de construction de cymbales traditionnelles. Il succède à son ancêtre, Avedis, qui fonda la compagnie en 1623 à Istanbul.
Traditionnellement dans la famille, le secret était communiqué seulement au cadet des enfants, mais le père d’Armand, Avedis Zildjian III, a fourni les informations à ses deux enfants, Armand et Robert. Ceci a engendré une bataille légale entre les deux frères, poussant Robert à créer sa propre enseigne the  Sabian Cymbals, actuellement en compétition avec celle de son frère ainé.

## Source
- (en) Cet article est partiellement ou en totalité issu de l’article de Wikipédia en anglais intitulé « Armand Zildjian » (voir la liste des auteurs).